# Anicka Newell
Pour les articles homonymes, voir Newell.
Anicka Newell (née le 5 août 1993 à Denton, Texas) est une athlète canadienne, spécialiste du saut à la perche.

## Biographie
Elle possède la double nationalité américano-canadienne.
En juin 2017, elle porte son record personnel à 4,65 m à San Marcos au Texas. Sélectionnée pour les championnats du monde 2017 à Londres, elle accède à la finale en franchissant 4,50 m en qualifications. Elle termine 12e de la finale avec 4,45 m.
Elle vit à Saskatoon et est entraînée par Cameron Meyer.

## Palmarès
| Date | Compétition           | Lieu       | Résultat | Marque |
| ---- | --------------------- | ---------- | -------- | ------ |
| 2017 | Championnats du monde | Londres    | 12e      | 4,45 m |
| 2018 | Jeux du Commonwealth  | Gold Coast | 7e       | 4,30 m |
| 2018 | Championnats NACAC    | Toronto    | finale   | NM     |
| 2022 | Championnats du monde | Eugene     | 9e       | 4,45 m |

## Records
| Épreuve          | Épreuve   | Marque | Lieu       | Date           |
| ---------------- | --------- | ------ | ---------- | -------------- |
| Saut à la perche | Plein air | 4,65 m | San Marcos | 13 juin 2017   |
| Saut à la perche | Salle     | 4,70 m | Belton     | 2 janvier 2021 |